# 理塘土司
理塘土司是清朝時期在康區理塘（今四川省甘孜藏族自治州理塘縣）世襲土司，有正副二名。其轄境東至雅江中流，西至二郎灣，南至拉空嶺、甕水關，北至昌台（涵盖了今理塘县、乡城县、稻城县以及雅江县和新龙县的一部分），扼守雲南、四川、西藏三地交界處，地理位置十分重要。理塘土司轄境分別與明正土司、巴塘土司、德格土司的轄境接壤，它們並稱「康巴四大土司」。
理塘土司在元代属“吐蕃等路宣慰司都元帅府”的“奔不儿亦思则招讨司”，在明朝万历时期脱离中國，由当时的西藏政府派遣的「第巴」（營官）管理。1719年，清朝派岳鍾琪攻打藏區，以驅逐準噶爾汗國的勢力。途經理塘和巴塘，當地土司投降。清朝在理塘設置理塘宣撫司，冊封七世達賴的繼父勒安邦為理塘大營官，即理塘正土司；原理塘寺的喇嘛卻吉降措降為理塘二營官，即理塘副土司。
1725年雍正帝在岳鍾琪的建議下實行藏區分治，將理塘和巴塘從達賴喇嘛直轄的西藏劃出歸四川管，其土司都由清廷任命。理塘土司下轄有五個長官司、一個土千戶、一個土百戶和三十九名部落頭人，百姓共有6500多戶。
1903年，光緒帝委派駐藏大臣鳳全對康區經營。他野蠻干涉當地事務，並鼓動漢人移民康區進行開墾。這引起了藏人的不滿，最終在1905年因為宗教和民族衝突引發巴塘事變，鳳全在巴塘被殺。巴塘土司和理塘土司一起舉起反清大旗。川滇邊務大臣趙爾豐奉命率軍前去鎮壓。理塘正土司四郎占兑陣亡，副土司阿乍兵敗服毒自殺。1906年，理塘土司和巴塘土司被趙爾豐強制「改土歸流」，正式廢除。